# Герасимов, Борис Георгиевич
Бори́с Гео́ргиевич Гера́симов (декабрь 1872, Усть-Каменогорск, Семипалатинская область — 1 января 1938, Семипалатинск, Восточно-Казахстанская область) — русский учёный-краевед, учредитель Семипалатинского подотдела Западно-Сибирского отделения Русского географического общества (1902). Православный священник.

## Биография
Сын сосланного в Сибирь русского войскового нижнего чина из Санкт-Петербурга. После окончания Томской духовной семинарии женился и был рукоположён в священники в село Глубоковское Змеиногородского уезда Томской губернии.
В 1901 году был направлен церковным начальством в новый Никольский собор Семипалатинска, где увлёкся этнографией и археологией. С 1905 года, помимо служения в церкви, преподавал в местной учительской семинарии.
В декабре 1922 году был обвинён в контрреволюционном заговоре, но лишь в 1925 году снят со всех научных и общественных постов; в 1931 году храм, находящийся под его попечением, отнят советской властью.
Арестован 28 августа 1937 года якобы за создание «шпионской организации церковников». Не подписал никаких ложных показаний. 19 ноября 1937 года был приговорён к расстрелу. Приговор приведён в исполнение в новогоднюю ночь с 31 декабря 1937 на 1 января 1938 года.
Реабилитирован. Канонизирован Русской православной церковью.

## Семья и увлечения
Имел троих сыновей (двое из которых погибли в гражданскую войну на стороне «белых») и двух дочерей (в дальнейшем обе бездетные). У Бориса Георгиевича была родная сестра Елизавета Георгиевна Герасимова (в замужестве — Антонова). У неё было три дочери и три сына.
Самостоятельно выучил четыре языка: латынь, греческий, французский и английский. Увлекался искусством. Играл на гитаре. Написал более двух тысяч краеведческих работ, собрал биографический материал о жизни Фёдора Михайловича Достоевского в Семипалатинске, который публиковал в журналах «Сибирский архив» и «Сибирские огни» (1913—1927). В 1925 году передал в дар Семипалатинскому подотделу Русского географического общества личную библиотеку.
В настоящее время продолжается род по линии сестры Елизаветы.
Дочь Елизаветы — Мария Николаевна Орлова — учитель математики.
Внучки Елизаветы — Людмила Бочкова (кандидат педагогических наук, доцент) и Наталья Бочкова (учитель музыки).
Правнучка Елизаветы — Ани Моне.

## Награды
В 1912 году награждён серебряной медалью Русского Географического общества за очерк «В долине Бухтармы» о заселении края русскими переселенцами, 5 июня 1925 года также награждён золотой медалью за многочисленные краеведческие изыскания.
Поселок Герасимовка в 11 км от г. Усть-Каменогорска, возможно, носит название в честь Бориса Георгиевича.

## Герасимов о себе
У меня нет и не было ни капиталов, ни домов, ни имущества. Я был интеллигентный нищий, но у меня сохранилось доброе имя. Им я дорожу, его никому не отдам… Людям я не делал зла, потому что их люблю. Человек для меня — святыня.— из письма к дочери

## Сочинения и записи
- Ода, стихи (1902—1936).
- Сборник научных трудов (1903—1918).
  - «Ссыльные поляки Семипалатинской области» (1918).
  - «В долине Бухтармы».
  - «Поездка на Рахмановские источники»
  - «Заметки о пчеловодстве в восточной части Семипалатинской области»
  - «Брачные документы Ф. М. Достоевского»
  - «К вопросу о рациональном пчеловодстве на Алтае»
  - «Старинные церкви Семипалатинской области»
  - «Первые оседлые засельщики Кокпектинского округа».
  - «Частные музеи Семипалатинской области»
- «Восстание казахов Семипалатинской губернии в 1916 году»
- «Сказки, собранные в предгорьях Западного Алтая» (1922—1923)
- Отрывки из рукописей «Памяти усть-каменогорских народовольцев» (1926),
- Список докладов и лекций, перечень научных и краеведческих статьей и заметок (1929—1930).